# Dean Walker
Dean Walker (Toronto, 1979) è un ex cestista canadese con cittadinanza giamaicana.

## Carriera
Con il Canada ha disputato i Campionati americani del 2001.